# Robert Robinson

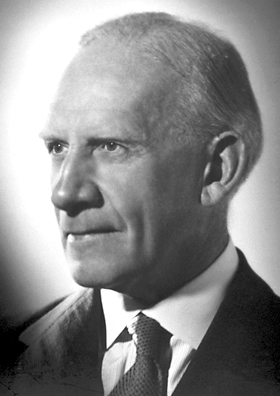
Robert Robinson

Sir Robert Robinson (* 13. September 1886 in Rufford, Derbyshire; † 8. Februar 1975 in Great Missenden, Buckinghamshire) war ein britischer Chemiker. Er erhielt 1947 den Nobelpreis für Chemie „für seine Untersuchungen über biologisch wichtige Pflanzenprodukte, insbesondere Alkaloide“.

## Leben und Werk
Robinson war der Sohn eines Textilfabrikanten und studierte nach Schulbesuch nahe Leeds Chemie an der Manchester University, wo er 1906 seinen Bachelorabschluss erwarb und 1910 bei William Henry Perkin junior promoviert wurde (D. Sc.). 1912 wurde er Professor für Organische Chemie an der Universität Sydney und ab 1915 war er Professor an der Universität Liverpool. 1920 wurde er Forschungsdirektor bei der British Dyestuffs Corporation. 1921 wurde er Professor an der Universität St. Andrews und 1922 an der Universität Manchester. 1928 wechselte er zur Universität London und ab 1930 war er Waynflete Professor für Chemie an der Universität Oxford, wo er den Rest seiner Karriere blieb. Ab 1955 war er dort Professor Emeritus und Ehren-Fellow des Magdalene College. Er wurde 1955 Direktor der Shell Chemical Company und war deren wissenschaftlicher Berater.
Robinson war in zahlreichen staatlichen Komitees, zum Beispiel als Gesandter Großbritanniens auf der ersten UNESCO Konferenz 1947.
1920 wurde Robinson als Mitglied („Fellow“) in die Royal Society gewählt, die ihm 1930 die Davy-Medaille, 1932 die Royal Medal und 1942 die Copley-Medaille verlieh. 1945 bis 1950 war er Präsident der Royal Society. 1939 wurde er zum Ritter geschlagen. 1949 wurde er mit dem Order of Merit ausgezeichnet. Er war vielfacher Ehrendoktor und Ritter der Ehrenlegion in Frankreich. Er erhielt die Longstaff, Faraday und Flintoff Medaillen der Chemical Society, die US-amerikanische Medal of Freedom und die Franklin Medaille des Franklin Institute. Außerdem war er Mitglied zahlreicher ausländischer Akademien.
Er war Fellow des Royal Institute of Chemistry und 1939 bis 1941 Präsident der Chemical Society, deren alle zwei Jahre stattfindende, 1962 eingeführte Robinson Lectures nach ihm benannt sind. 1958 wurde er Präsident der Society for the Chemical Industry und 1955 der British Association for the Advancement of Science.
Ihm zu Ehren ist der Robert Robinson Award für Organische Chemie der Royal Society of Chemistry benannt. 1941 erhielt er die erste Paracelsus-Medaille der Schweizerischen Chemischen Gesellschaft.

## Werk
Robinson ist sowohl für die Aufklärung von Strukturen von Naturstoffen in der organischen Chemie bekannt als auch für seine Synthesen und er leistete wichtige Beiträge zur Elektronentheorie organischer Verbindungen.
Er klärte in den 1920er Jahren die Struktur von Pflanzenfarbstoffen wie Anthocyanen und von Alkaloiden wie Morphin, Papaverin, Narcotin, Strychnin, Brucin auf.
Verschiedene Reaktionen der organischen Chemie tragen seinen Namen: Die Robinson-Anellierung von polyzyklischen Verbindungen, die Robinson-Gabriel-Synthese für Oxazole und die Robinson-Schöpf-Synthese des Tropinons, die Allan-Robinson-Reaktion  (Darstellung von Flavonen oder Isoflavonen durch Kondensation von o-Hydroxyarylketonen mit Anhydriden aromatischer Carbonsäuren) und viele andere. Ihm gelangen einige Totalsynthesen bei Steroiden (Cholesterol, Cortison, Epi-Androsteron). Die erste Totalsynthese eines nicht-aromatischen Steroids (Epi-Androsteron und daraus abgeleitet weitere Steroide) gelang seiner Gruppe, zu der auch sein Schüler John W. Cornforth gehörte, 1951 (in Konkurrenz und etwa gleichzeitig mit Robert B. Woodward in den USA). Im Zweiten Weltkrieg leitete er ein Team zur Penicillin-Synthese in Oxford.

## Privates
Robinson war in seiner Jugend ein passionierter Bergsteiger. Er war seit 1912 mit Gertrude Maude Walsh (1886–1954) verheiratet, die ebenfalls Chemikerin war und mit der er zusammenarbeitete (zum Beispiel an der Piloty-Robinson-Pyrrolsynthese). Mit ihr hatte er einen Sohn und eine Tochter. Nach ihrem Tod 1954 heiratete er 1957 die US-Amerikanerin Stearn Sylvia Hillstrom.

## Schachspieler
Robinson war auch ein starker Fernschachspieler. So nahm er Mitte der 1940er Jahre an der Fernschach-Olympiade teil. 1946 wurde er als Präsident des Weltfernschachverbandes ICCA vorgeschlagen. Wegen Zeitmangels ließ er B. H. Wood den Vortritt.

## Mitgliedschaften
Robinson wurde 1928 in die Bayerische Akademie der Wissenschaften und 1933 in die Leopoldina aufgenommen. 1930 wurde er Ehrenmitglied (Honorary Fellow) der Royal Society of Edinburgh. Die Académie royale des Sciences, des Lettres et des Beaux-Arts de Belgique nahm ihn 1946 als assoziiertes Mitglied auf. Seit 1947 war er korrespondierendes Mitglied der Académie des sciences in Paris und seit 1966 auswärtiges Mitglied der Akademie der Wissenschaften der UdSSR. 1934 wurde er in die National Academy of Sciences, 1948 in die American Academy of Arts and Sciences gewählt.